# Hemilophia rockii
Hemilophia rockii är en korsblommig växtart som beskrevs av Otto Eugen Schulz. Hemilophia rockii ingår i släktet Hemilophia och familjen korsblommiga växter. Inga underarter finns listade i Catalogue of Life.